# Modale (Iowa)
Modale est une ville du comté de Harrison, en Iowa, aux États-Unis. Elle est fondée en 1872 et incorporée le 22 avril 1882.

## Source de la traduction
- (en) Cet article est partiellement ou en totalité issu de l’article de Wikipédia en anglais intitulé « Modale, Iowa » (voir la liste des auteurs).